# Ginástica na Gimnasíada de 2022
As competições de ginástica na Gimnasíada de 2022 foram realizadas de 14 a 22 de maio de 2022 na Normandia, França.

## Medalhistas

### Ginástica artística
| Evento              | Ouro                                                                                        | Prata | Bronze                                                                                            |
| ------------------- | ------------------------------------------------------------------------------------------- | --- | ------------------------------------------------------------------------------------------------- |
| Masculino           |                                                                                             | |                                                                                                   |
| Equipes             | França · Romain Cavallaro · Justin Labro · Lorenzo Sainte Rose · Hugo Carmona · Axel Breche | Turquia · Mert Efe Kılıçer · Ahmet Burak Ekici · Altan Doğan · Liu Carlo Mandela Tuakli · Volkan Arda Hamarat | Finlândia · Joona Reinman · Marcus Pietarinen · Aaro Harju · Aleksi Vesala ·                      |
| Individual geral    | Romain Cavallaro (FRA)                                                                      | Emil Akhmejanov (KAZ)                                                                                         | Mert Efe Kılıçer (TUR)                                                                            |
| Sollo               | Lorenzo Sainte Rose (FRA)                                                                   | Hugo Carmona (FRA)                                                                                            | Joona Reinman (FIN)                                                                               |
| Cavalo com alças    | Romain Cavallaro (FRA) Zeinolla Idrissov (KAZ)                                              | — | Quentin Brandenburger (LUX)                                                                       |
| Argolas             | Romain Cavallaro (FRA)                                                                      | Dmytro Prudko (UKR)                                                                                           | Hugo Carmona (FRA)                                                                                |
| Salto               | Lorenzo Sainte Rose (FRA)                                                                   | Joona Reinman (FIN)                                                                                           | Emil Akhmejanov (KAZ)                                                                             |
| Barras paralelas    | Chuang Chia-lung (TPE)                                                                      | Romain Cavallaro (FRA)                                                                                        | Joona Reinman (FIN)                                                                               |
| Barra fixa          | Romain Cavallaro (FRA)                                                                      | Chuang Chia-lung (TPE)                                                                                        | Szilárd Závory (HUN)                                                                              |
| Feminino            |                                                                                             | |                                                                                                   |
| Equipes             | França · Lea Franceries · Lucie Henna · Lucia Dul · Maewenn Eugene · Louane Versaveau       | Hungria · Gréta Mayer · Hanna Szujó · Lilla Makai · Mirtill Makovits · Kira Balázs                            | Turquia · Ceren Biner · Sevgi Seda Kayışoğlu · Bengüsu Yıldız · Derin Tanrıyaşükür · Beyza Özen · |
| Individual geral    | Lea Franceries (FRA)                                                                        | Lucie Henna (FRA)                                                                                             | Gréta Mayer (HUN)                                                                                 |
| Salto               | Lea Franceries (FRA)                                                                        | Ceren Biner (TUR)                                                                                             | Gréta Mayer (HUN)                                                                                 |
| Barras assimétricas | Mirtill Makovits (HUN)                                                                      | Lilla Makai (HUN)                                                                                             | Lucie Henna (FRA)                                                                                 |
| Trave               | Lucie Henna (FRA)                                                                           | Maewenn Eugene (FRA)                                                                                          | Rafaela Oliva (BRA)                                                                               |
| Solo                | Lea Franceries (FRA)                                                                        | Lucie Henna (FRA)                                                                                             | Ceren Biner (TUR)                                                                                 |

### Ginástica rítmica
| Evento           | Ouro                  | Prata                        | Bronze                |
| ---------------- | --------------------- | ---------------------------- | --------------------- |
| Individual geral | Hélène Karbanov (FRA) | Panagiota Lytra (GRE)        | Lily Ramonatxo (FRA)  |
| Arco             | Panagiota Lytra (GRE) | Lily Ramonatxo (FRA)         | Hélène Karbanov (FRA) |
| Bola             | Hélène Karbanov (FRA) | Panagiota Lytra (GRE)        | Sabina Bakatova (KAZ) |
| Maças            | Hélène Karbanov (FRA) | Paraskevi Giannopoulou (GRE) | Panagiota Lytra (GRE) |
| Fita             | Lily Ramonatxo (FRA)  | Panagiota Lytra (GRE)        | Sabina Bakatova (KAZ) |
| Conjuntos        | Cazaquistão           | Brasil                       | França                |

## Quadro de medalhas
| Pos.                | País                | Ouro | Prata | Bronze | Total |
| ------------------- | ------------------- | ---- | ----- | ------ | ----- |
| 1                   | França              | 16   | 6     | 5      | 27    |
| 2                   | Cazaquistão         | 2    | 1     | 3      | 6     |
| 3                   | Grécia              | 1    | 4     | 1      | 6     |
| 4                   | Hungria             | 1    | 2     | 3      | 6     |
| 5                   | Taipé Chinesa       | 1    | 1     | 0      | 2     |
| 6                   | Turquia             | 0    | 2     | 3      | 5     |
| 7                   | Finlândia           | 0    | 1     | 3      | 4     |
| 8                   | Brasil              | 0    | 1     | 1      | 2     |
| 9                   | Ucrânia             | 0    | 1     | 0      | 1     |
| 10                  | Luxemburgo          | 0    | 0     | 1      | 1     |
| Total (10 entradas) | Total (10 entradas) | 21   | 19    | 20     | 60    |